# موش کور طلایی گرنت
موش کور طلایی گرنت(نام علمی: Eremitalpa granti) نام یک گونه از تیره موش کور طلایی است.